# Congé-sur-Orne
Congé-sur-Orne ist eine französische Gemeinde mit 320 Einwohnern (Stand: 1. Januar 2022) im Département Sarthe in der Region Pays de la Loire; sie gehört zum Arrondissement Mamers und zum Kanton Mamers. Die Einwohner werden Congéens genannt.

## Geographie
Congé-sur-Orne liegt etwa 29 Kilometer nordnordöstlich von Le Mans an der Orne Saosnoise. Umgeben wird Congé-sur-Orne von den Nachbargemeinden Dangeul im Norden, Mézières-sur-Ponthouin im Osten, Saint-Mars-sous-Ballon im Süden, Lucé-sous-Ballon im Westen sowie Nouans im Nordwesten.

## Bevölkerungsentwicklung
| 1962                      | 1968 | 1975 | 1982 | 1990 | 1999 | 2006 | 2013 |
| ------------------------- | ---- | ---- | ---- | ---- | ---- | ---- | ---- |
| 427                       | 372  | 292  | 247  | 242  | 291  | 296  | 347  |
| Quelle: Cassini und INSEE |      |      |      |      |      |      |      |

## Sehenswürdigkeiten
- Kirche Notre-Dame-et-Sainte-Marie-Madeleine aus dem 12. Jahrhundert, Umbauten aus dem 16. Jahrhundert, seit 2002 Monument historique

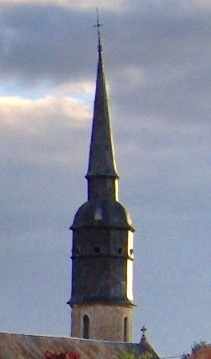
Glockenturm

- Mühle aus dem 19. Jahrhundert
- Donjon der Burg von Ballon